# Speed (personaggio)
Speed, il cui vero nome è Thomas "Tommy" Shepherd, è un personaggio dei fumetti creato da Allan Heinberg (testi) e Jim Cheung (disegni) nel 2006, per la serie dei Giovani Vendicatori pubblicata dalla Marvel Comics. Fa la sua comparsa in Young Avengers n. 10, adotta il costume e l'identità di Speed, unendosi al supergruppo, nel numero 12.

## Biografia del personaggio
Tommy è in realtà il figlio di Wanda Maximoff, Scarlet: in origine era un frammento dell'anima di Mefisto che avrebbe voluto rivendicarla, quando Wanda partorì due gemelli, creati con il suo potere di modificare il corso degli eventi agendo sulle probabilità. Quando il frammento venne riassorbito da Mefisto, la forza dei due gemelli lo distrusse e si reincarnarono in Tommy e Billy (Wiccan).
Thomas venne cresciuto dagli Sheperd, ma quando i suoi poteri mutanti si rivelarono, lo chiusero in un laboratorio del governo. Liberato dai Giovani Vendicatori, si unì a loro per salvare Hulkling dai Kree e dagli Skrull e in seguito si unì a loro col nome in codice di Speed.
Esiste anche un altro Speed (alias Philip Flybird) su Terra 68. Egli riesce ad incanalare la luce nel suo corpo riuscendo a correre a velocità supersoniche (1300 km/h), a lanciare raggi di luce e a volare.

### Civil War
Thomas comparirà con i Giovani Vendicatori durante Civil War dalla parte di Capitan America e aiuterà la squadra durante una missione per aiutare i Runaways.

## Poteri e abilità
Speed può correre alla velocità sovrumana di circa 762 mph, quasi pari a quella di Quicksilver (almeno nell'universo dove non è stato potenziato dall'isotopo con il quale raggiunge circa 3800 mph), infatti riesce a correre sulle acque dell'oceano e può, agitando le mani, scatenare un'esplosione scindendo atomi.

## Altri media

### Marvel Cinematic Universe
(Il Dottor Strange provando a far ragionare Scarlet Witch nel film Doctor Strange nel Multiverso della Follia)
Il personaggio appare all'interno del Marvel Cinematic Universe, interpretato da Jett Klyne.
- Nella miniserie televisiva WandaVision (2021), con i protagonisti Wanda Maximoff (Scarlet Witch) e Visione, Tommy e suo fratello gemello Billy sono generati dalla magia di Wanda quando quest'ultima crea inavvertitamente una finta realtà idilliaca nella cittadina di Westview, in cui è una casalinga sposata con Visione, del quale rimane incinta; al contrario degli abitanti e Visione, Billy e Tommy non sono soggetti al controllo della madre e contro il suo volere crescono di dieci anni subito dopo la loro nascita, manifestando a loro volta dei poteri (Tommy eredita quelli dello zio Pietro mentre Billy quelli di Wanda). Nonostante le azioni controverse di Wanda dimostrano di fidarsi ciecamente di lei, anche se mettono in dubbio la morale delle sue decisioni. Dopo essere stati rapiti dalla perfida strega Agatha Harkness, nel finale i due gemelli, insieme a Monica Rambeau, combattono gli agenti dello S.W.O.R.D. e quando si dissolve la barriera magica della Maximoff, si dissolvono a loro volta dicendo a Wanda, che li ringrazia "per averla scelta come mamma".
- Nel film Doctor Strange nel Multiverso della Follia (2022), Wanda scopre dalle pagine dell'oscuro libro di Chthon, chiamato Darkhold, dell'esistenza di un altro universo, Terra-838, in cui una sua variante vive felicemente a Westview con Billy e Tommy vivi e vegeti. Cerca perciò di uccidere e rubare i poteri di America Chavez, così da potersi trasferire su Terra-838 e riunirsi coi figli, ma la ragazza mette Wanda davanti all'orribile realtà di ciò che è diventata, quando i piccoli Billy e Tommy di Terra-838 fuggono terrorizzati alla sua vista e poi la attaccano come se fosse una pericolosa strega. Wanda, realizzato ciò che è diventata, rinuncia a loro.

### Videogiochi
- Speed compare come personaggio giocabile nel videogioco LEGO Marvel's Avengers.